# بلیاکوفکا (باشقیرستان)
بلیاکوفکا (به لاتین: Belyakovka) یک منطقهٔ مسکونی در روسیه است که در باشقیرستان واقع شده‌است.